# 斯特拉維爾 (喬治亞州)
斯特拉維爾（英語：Stellaville）是位於美國喬治亞州傑佛遜縣的一個非建制地區。該地的面積和人口皆未知。

## 地理
斯特拉維爾的座標為33°11′25″N 82°19′52″W / 33.19028°N 82.33111°W，而該地的平均海拔高度為114米（即374英尺）。